# أوغوستا فووت أرنولد
أوغوستا فووت أرنولد (بالإنجليزية: Augusta Foote Arnold) هي عالمة الأحياء البحرية وكاتِبة أمريكية، ولدت في 24 أكتوبر 1844 في Seneca Falls, New York ‏ في الولايات المتحدة، وتوفيت في 1903.

## معرض صور

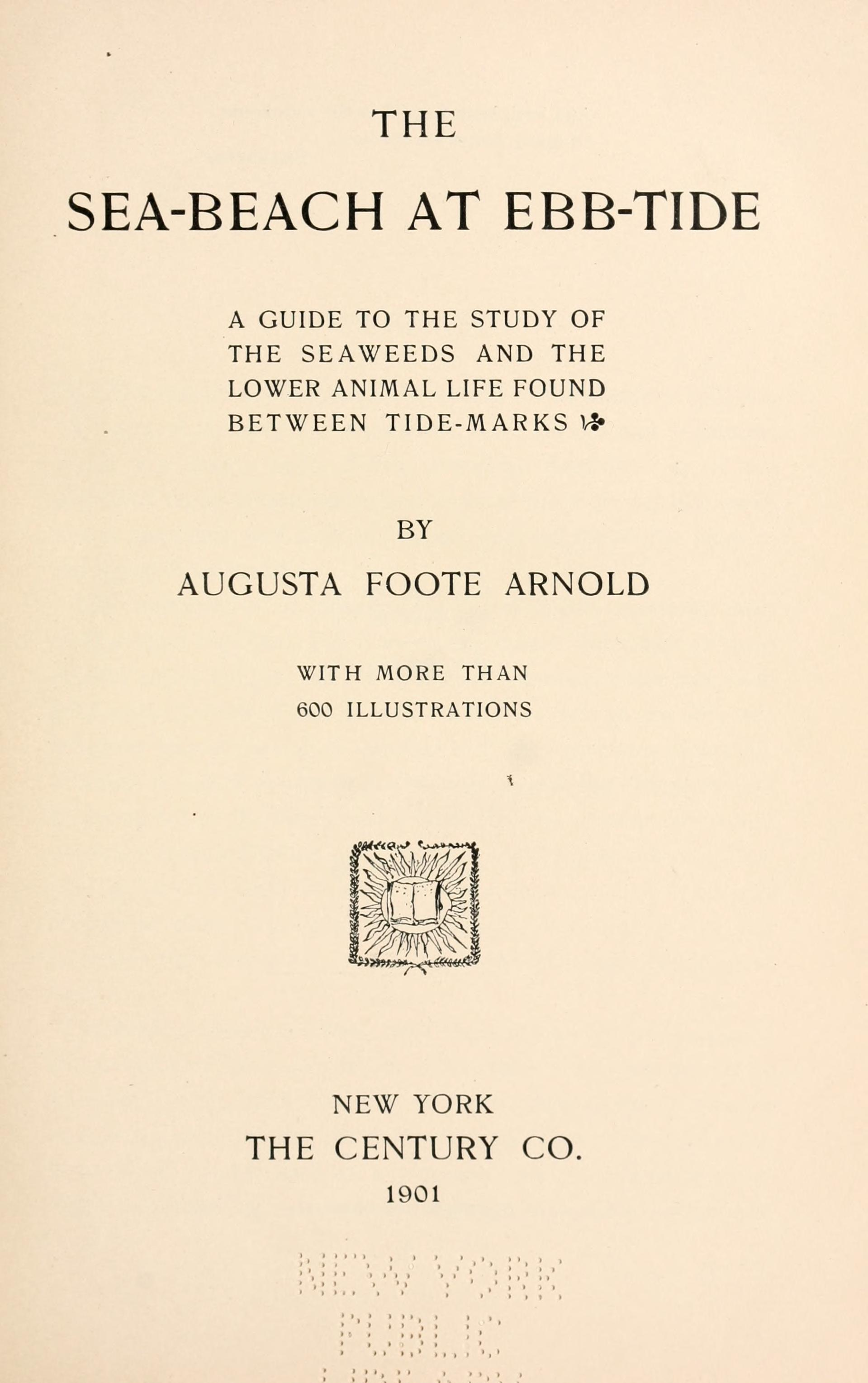
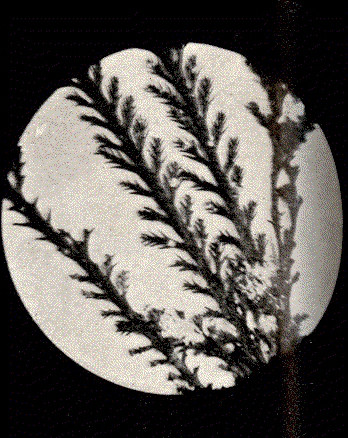
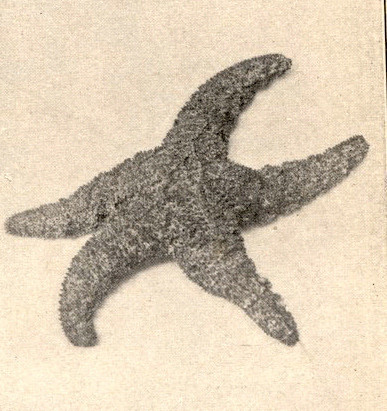
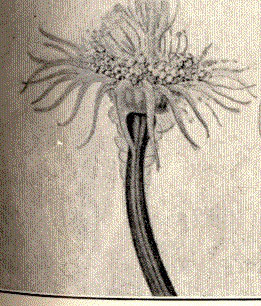
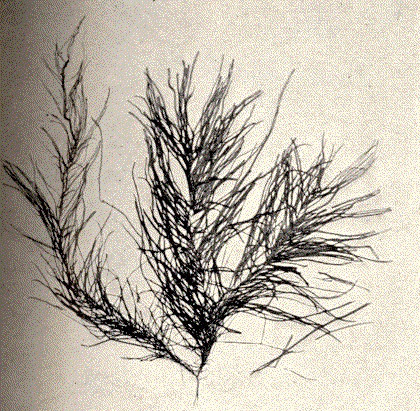
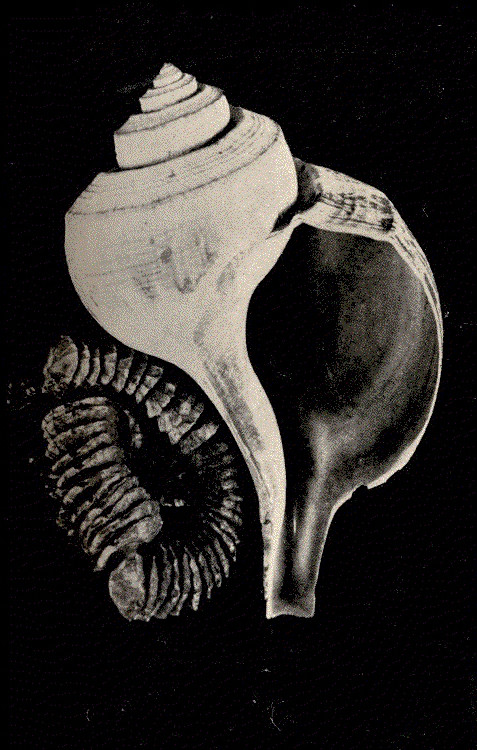